# カサン
カサン (ラテン文字:Koson, Kasan、ウズベク語: Koson / Косон、ロシア語: Касан) はウズベキスタン・カシュカダリヤ州の都市である。州都のカルシからは北西に約30kmの位置にある。1991年の人口は42,500人、2012年の人口は64,332人となっている。「カサーン」とも表記されることがある。

## 概要
1972年に設立された。街の付近にはカシュカダリヤ川が流れており、街には川の流れに沿うようにカルシからブハラまでをつなぐウズベキスタン鉄道の駅がある。